# Pittosporum brevispinum
Pittosporum brevispinum là một loài thực vật thuộc họ Pittosporaceae. Đây là loài đặc hữu của New Caledonia.